# André Trigueiro
André Trigueiro (Rio de Janeiro, 30 de julho de 1966) é um jornalista brasileiro especializado em jornalismo ambiental.

## Carreira
É jornalista com pós-graduação em Gestão ambiental pela Instituto Alberto Luiz Coimbra de Pós-Graduação e Pesquisa em Engenharia (COPPE/UFRJ), onde leciona a disciplina "Geopolítica Ambiental”, professor e criador do curso de Jornalismo Ambiental da Pontifícia Universidade Católica do Rio de Janeiro (PUC-Rio), autor dos livros "Cidades e Soluções - Como construir uma sociedade sustentável" (Ed. LeYa, 2017); “Mundo Sustentável 2 – Novos Rumos para um Planeta em Crise" (Ed.Globo, 2012); "Mundo Sustentável - Abrindo Espaço na Mídia para um Planeta em transformação (Ed. Globo, 2005), “Espiritismo e Ecologia” (Ed. Federação Espírita Brasileira, 2009), "Viver é a Melhor Opção - A prevenção do suicídio no Brasil e no Mundo" (Ed. Correio Fraterno, 2015) e coordenador editorial e um dos autores do livro "Meio Ambiente no século XXI" (Ed. Sextante, 2003).
De 1996 a 2012, atuou como repórter e apresentador do Jornal das Dez da GloboNews, canal de TV a cabo onde também produziu, roteirizou e apresentou programas especiais ligados à temática socioambiental.
Cobriu pela GloboNews os Jogos Olímpicos de Verão de 2000 (2000), as Copas do Mundo da FIFA realizadas na Coréia do Sul e no Japão (2002) e na Alemanha (2006), as eleições para a presidência dos Estados Unidos (2004) e a 15.ª Conferência das Partes das Nações Unidas Sobre Mudança do Clima (COP-15), em Copenhague na Dinamarca (2009) e participou, em Nova Iorque, da cobertura especial dos dez anos dos atentados de 11 de setembro (2011).
É editor-chefe do programa semanal "Cidades e Soluções", exibido na GloboNews desde outubro/2006 e comentarista do programa Estúdio i. Por 15 anos trabalhou na Rádio CBN como o primeiro comentarista de sustentabilidade da emissora. Em abril de 2012, aceitou o convite para retornar à TV Globo (onde foi repórter entre 1993 e 1996) para ser o primeiro colunista de sustentabilidade do Jornal da Globo onde apresentou por três anos o quadro "Sustentável", com séries especiais gravadas na China, na Alemanha e em várias partes do Brasil. Realiza reportagens para a Rede  Globo, além de apresentar eventualmente os programas Bom Dia Rio, RJTV e o BrasilTV da Praça TV (antena parabólica). De junho de 2016 a agosto de 2018, foi colunista da Folha de S.Paulo (maio de 2012 a dezembro de 2016) e do G1 do G1. Presidiu o Júri das  VI e VII Edições do Festival Internacional de Cinema e Vídeo Ambiental de Goiás (2004 e 2005).
Em 1 de abril de 2020, durante a Pandemia de COVID-19 no Brasil, foi anunciado como novo apresentador eventual do Jornal Nacional.

## Filmografia
| Ano           | Nome               | Função                |
| ------------- | ------------------ | --------------------- |
| 1996-2010     | Jornal das Dez     | Apresentador          |
| 1997-1999     | Jornal Hoje        | Apresentador eventual |
| 2006-presente | Cidades e Soluções | Apresentador          |
| 2006-presente | Estúdio I          | Comentarista          |
| 2012-2015     | Jornal da Globo    | Comentarista          |
| 2013-presente | Bom Dia Rio        | Apresentador eventual |
| 2013-presente | RJTV               | Apresentador eventual |
| 2013-presente | Brasil TV          | Apresentador eventual |
| 2020-presente | Jornal Nacional    | Apresentador eventual |

## Premiações
- Pela série "Água: o desafio do século 21" (2003) recebeu o Prêmio Imprensa Embratel de Televisão e o Prêmio Ethos – Responsabilidade Social, na categoria Televisão.
- Pela série "Kioto: O protocolo da Vida" (2005) recebeu o título de “Hors Concours” no Segundo Prêmio CEBDS de “Desenvolvimento Sustentável”.
- Pela série "A nova energia do mundo" (2005) , recebeu o Prêmio Nacional de Conservação e Uso Racional de Energia 2005, oferecido pela Eletrobrás e pela Petrobras.
- Prêmio Jornalistas&Cia / HSBC de Imprensa e Sustentabilidade, na categoria Televisão/Mídia Nacional (2012),
- Prêmio Petrobras de Jornalismo 2013 na Categoria Nacional / Prêmio Reportagem Petróleo, Gás e Energia – Televisão
- Prêmio CNT de Jornalismo na Categoria Meio Ambiente (2013).
- Vencedor do Prêmio Top Etanol 2014 na categoria Telejornalismo com a reportagem "Etanol de Segunda Geração" exibida na Coluna Sustentável, do Jornal da Globo.
- Foi agraciado quatro vezes com o Prêmio Comunique-se na categoria Jornalista de Sustentabilidade (2007, 2009, 2011 e 2017).
- Recebeu o Prêmio Ethos de Jornalismo 2008, pelo conjunto da obra em responsabilidade social e desenvolvimento sustentável (na categoria TV).
- Recebeu a Medalha de Mérito Pedro Ernesto, a mais importante comenda do município do Rio de Janeiro (2008).
- Recebeu o Prêmio Imprensa Estrangeira 2011 oferecido pela Associação dos Correspondentes de Imprensa Estrangeira no Brasil
- Vencedor do Prêmio Brasil Ambiental na categoria Jornalismo da AMCHAM Rio - Câmara de Comércio Americana do Rio de Janeiro (2012).
- Vencedor na categoria “Personalidade do Ano” no VI Prêmio Hugo Werneck (2016).

Pelo programa "Cidades e Soluções":
- 23º Prêmio CNT de Jornalismo (2016) - Meio Ambiente e Transporte | Matéria: "O diesel que é bio"
- 22º Prêmio CNT de Jornalismo (2015) - Grande Prêmio | Matéria “Bicicletas 1 e 2”
- 20º Prêmio ABRELPE de Reportagem (2015) - Grand Prix + Categoria Televisão - 1º lugar | Matéria "SP na era da reciclagem
- Prêmio Petrobrás de Jornalismo 2014 - Categoria Nacional - Melhor Reportagem de Petróleo, Gás e Energia / Emissora de Televisão | Matéria Microgeração de Energia
- Prêmio ANA 2014 - Categoria Imprensa | Matérias "Especial Semana Mundial da Água – 1 e 2"
- 19º Prêmio ABRELPE de Reportagem (2014) - Categoria Televisão - 1º lugar | Matéria "Como fica a situação dos prefeitos que não eliminaram os lixões?" e 2º lugar | Matéria “Ecodesign na Prática”
- 11º Prêmio Abecip de Jornalismo (2014) - Matéria Construção civil mais sustentável
- 4º Prêmio Fecomercio de Sustentabilidade (2014) - Categoria Reportagem jornalística - Rádio e TV | Matéria "Empreendedores Sociais"
- Prêmio de Reportagem sobre a Mata Atlântica 2014 - Categoria Televisão - 2º lugar | Matéria “Viveiro de Mudas”
- 7º Prêmio Allianz Seguros de Jornalismo (2013) - Categoria Sustentabilidade – Mudanças Ambientais | Matéria "Gás de xisto: problema ou solução?"
- 20º Prêmio CNT de Jornalismo (2013) - Categoria Meio Ambiente | Matéria “Aeromóvel”
- Prêmio Petrobras de Jornalismo 2013 - Categoria Nacional / Prêmio Reportagem Petróleo, Gás e Energia - Televisão | Matéria "Gás de xisto: problema ou solução?"
- Prêmio Jornalistas & Cia / HSBC de Imprensa e Sustentabilidade (2012) - Categoria Televisão / Mídia Nacional | Matéria "Índios protegem a floresta com smartphones"
- Prêmio Greenvana Greenbest 2012 - Categoria Veículo de Comunicação pela Academia Greenbest
- Prêmio GreenBest 2011 - Categoria Veículo de Comunicação pela Academia Greenbest
- 2º Prêmio TOP Etanol (2010) - Categoria Telejornalismo | Matéria “O Etanol do Século 21"
- Prêmio Jornalistas & Cia / HSBC de Imprensa e Sustentabilidade (2010) - Categoria Mídia Regional 4 (SP e RJ) | Matéria "A recuperação ambiental de Cubatão"
- Urbanidade IAB-RJ 2008 - O IAB-RJ considerou que o programa incentivou a sustentabilidade nos municípios
- Prêmio ABRACICLO de Jornalismo 2008 - Categoria Televisão / Troféu Destaque | Matéria “Bicicletas como meio de transporte”
- I Prêmio Microcamp da Jornalismo (2008) - Categoria Telejornalismo | Matéria "Lixo Eletrônico"
- 7º Prêmio Ethos de Jornalismo (2007) - Categoria mídia eletrônica TV | Matéria “Compras públicas governamentais”
- Prêmio ABRELPE de Reportagem (2007)
- 3ª Edição do Prêmio CEBDS (2007) - Prêmio Especial do Júri – Categoria Mídia
- 3º Prêmio ABCR de Jornalismo - Categoria Telejornalismo (2007)

## Livros publicados
- Cidades e Soluções - Como construir uma sociedade sustentável: 2016, Editora LeYa
- Viver é a Melhor Opção - A Prevenção do Suicídio no Brasil e no Mundo: 2015, Editora Correio Fraterno [4].
- Mundo Sustentável 2 – Novos Rumos para um Planeta em Crise: 2012, Editora Globo[5]
- Espiritismo e Ecologia: 2009, Ed. Federação Espírita Brasileira[6]
- Mundo Sustentável - Abrindo Espaço na Mídia para um Planeta em transformação: 2005, Editora Globo[7]
- Meio Ambiente no Século XXI: 2003, Editora Armazém do Ipê/Autores Associados[8]